# 毎日新聞ニュース
毎日新聞ニュース（まいにちしんぶんニュース）とは、毎日新聞が提供するニュース。またはそれを主体とした放送番組のこと。

## 放送番組

### テレビ
1. 1953年9月2日よりいわゆる3社ニュースの一環として日本テレビで放送されたテレビニュース番組。当初『毎日TVニュース』のタイトルで放送。
当初はニュース映画で、毎日新聞社が直接制作に携わった。（1955年1月毎日映画社発足に伴い、制作を同社に移管。）
1955年4月よりラジオ東京（現・TBSテレビ）でも放送。日本テレビとは異なり、同局の自主制作で、毎日新聞記者がニュースを読みながら番組を進行し、解説も行う現在のニュース番組に近い内容だった。しかしながら時期尚早[1] だったのか、同年10月23日以降は日本テレビと同内容のニュース映画に代わった。
1956年12月、大阪テレビ放送（現・朝日放送テレビ）の開局で、同局でも放送開始。（1959年2月まで）[2]
1958年3月、ラジオ九州（現・RKB毎日放送）、12月東海テレビ[3]、1959年3月毎日放送(MBS)、4月札幌テレビ(STV)[3] 等が開局。これらの局へもラジオ東京をキーステーションに放送された。
そして1962年4月名古屋テレビ(メ～テレ)が開局し、名古屋地区のネット局が東海テレビ・中部日本放送[4]（1959年4月～）から同局に切り替わった。
放送開始から暫くはモノクロ放送だったが、その後1960年代後半以降テレビ放送が全面カラー化に向かい、民放のほとんどの番組がカラー放送となった1972年4月3日に漸くカラー放送となる。
1973年12月20日に読売・朝日・毎日各首脳間で在京テレビ局の持株交換に関する合意がなされたのを受け、「毎日新聞ニュース」も1974年4月から東京地区ではTBSテレビでの連日放送になった。
1976年3月28日をもってTBSテレビでの放送が打ち切られた後も、暫くはTBSテレビから毎日新聞社が関係する地方局、あるいは関東圏独立UHF放送局（5社ニュース枠）に向けて裏送りされる形で放送は継続していたが、放送局主体のテレビニュースネットワークの充実や、放送時間であった夕方に地方各局もローカルニュース番組を拡充する動きが出てきたのに呼応するかのごとく、1978年3月一杯で制作が打ち切られ、放送終了となった。
2. 毎日新聞テレビ夕刊　毎日放送で毎週日曜日の夕方に放送されていた近畿圏のローカルニュース番組。（詳しくはその項参照）
3. 毎日新聞 記者の目　関東圏のUHFテレビ5社ニュースなどで放送されたレポート番組。（詳しくはその項参照　なおそれ以前は「毎日新聞ニュース」を放送していた）
4. テレポートTBS6　TBSテレビで1975年10月6日より平日の夕方に放送されたローカルニュース番組。1976年3月30日から毎日新聞は同番組の制作に協力。タイトルに「協力　毎日新聞」のクレジットが付き、番組内に「毎日新聞　今日のアングル」のコーナーが設けられて、毎日新聞記者が隔日交替で登場。日々のテレビコラムを放送した。
5. MBSナウ　MBSテレビで1976年1月5日から平日の夕方に放送されたローカルニュース番組。毎日新聞は同番組の制作に協力し、タイトルに「協力　毎日新聞」のクレジットが付いていた。
6. RKBニュースワイド　RKBテレビで1975年3月31日より平日の夕方に放送されたローカルニュース番組。毎日新聞は同番組の制作に協力し、タイトルに「協力　毎日新聞」のクレジットが付いていた。
7. 毎日新聞週間トピックス　札幌テレビでも開局時から1974年9月29日まで日曜日の朝8時から15分間のローカルニュース番組を放送していた。
8. また、TBSテレビ・MBSテレビでの地上波アナログデータ放送「データパレード」でも「毎日ニュースキャスト」の題名で文字ニュースを放送していた時期がある。BSデジタル放送でも、角川書店等と合弁で設立したメガポート放送で開局当初の一時期「毎日新聞ニュース」の文字放送を行っていた。
9. 2006年より、メガポート放送を合併した日本BS放送でBSデジタルテレビ放送のデータ放送として「毎日新聞データニュース」を再び放送を開始し、2007年9月30日に同局が閉局されるまで放送された。なお、同社は2007年12月1日からBS11デジタルで再開局をしており、毎日新聞社もまた「BS11ニュース」を連日提供していた。
10. 報道ライブ21 インサイドアウト　日本BS放送（BS11）で毎週月～木曜日の21時台に放送されている報道番組。毎日新聞社と毎日映画社が全面協力している。2007年12月の開局当初から放送していた「 INsideOUT」の流れをくむ[5]。
11. 速報ニュース インサイドアウト　日本BS放送（BS11）で毎週月～木曜日の18:54～19:00 に放送されている報道番組。毎日新聞社と毎日映画社が全面協力している。多項目のフラッシュニュースと毎日映画社が制作した過去のニュース映画を紹介している。かっては月曜日と木曜日にコメンテーターによるニュース解説を行っていた。同時間帯に放送していた「BS11ニュース」が事実上復活した。
12. 報道ライブ21 INsideOUT「現代ビジネス講座」世界を知る力　日本BS放送（BS11）で毎週金曜日の21時台に放送されている報道番組。毎日新聞社と毎日映画社が全面協力している。
13. ウィークリーニュースONZE　日本BS放送（BS11）で2012年4月から4年間毎週日曜日の18時台に放送されていた報道番組。毎日新聞社と毎日映画社が全面協力している。

#### オープニング
- 3社ニュース版は「ウンパッパ」（作詞･作曲:ライオネル・バート）が使われ、パレスサイドビルディング（毎日ビルディング保有）にある毎日新聞東京本社を飛び交う鳩を写した後、東京都都心の空撮映像が使われた。1975年ごろになると、パレスサイドビルディングの映像のみとなる。提供テロップは地方版はブルーバックだった。
- 記者の目のオープニングは毎日新聞東京本社社屋（パレスサイドビルディング）が延々と写し出され、最後に明朝体の「記者の目」「制作 毎日新聞」の字幕が出るもの。テーマソングは独自のもの（曲名・作曲者不明）。

### ラジオ
1. 毎日新聞社が関係する民放ラジオ局が放送するラジオニュース。
1951年8月15日、大阪・新日本放送（NJB。後の毎日放送ラジオ、2021年4月1日に分社化に伴い、MBSラジオとなる）が（民放初の）サービス放送を開始したのに伴い、放送開始[1][2]（同局は半月後の9月1日に開局している）。民放初のニュース番組となる。
その後、12月1日ラジオ九州（RKB。現・RKB毎日放送）が開局し、福岡地区でも放送開始。
12月24日にはラジオ東京（JOKR。現・TBSラジオ）の開局で読売、朝日と交互で隔日ながら東京でも放送される。
以降、関係する地方ラジオ局の開局と共に放送される地域も増えたが、テレビの場合と異なり一社制作の全国ネットでは無く、毎日新聞東京本社のテレビ・ラジオ本部から原稿がファックス回線で各放送局に配信され、各放送局はそのまま、もしくは一部自社編集の上ローカルのニュース番組として放送している。
東京地区では1958年12月24日ラジオ関東（現・RFラジオ日本）の開局に伴い、連日ニュースを放送（1977年12月31日まで）。また、1962年8月15日からはFM東海（現・TOKYO FM）からも連日ニュースが放送され、一時は3局で「毎日新聞ニュース」が放送されていた。
2012年現在、「毎日新聞ニュース」のクレジットは付いている放送局とそうでない放送局が存在するが、現在もなお毎日新聞社提供のラジオニュースはTBSラジオをはじめ、全国数局の放送局で継続して放送されている。
（TBSラジオから「毎日新聞ニュース」のクレジットが消えたのは1974年4月。同時にラジオ版3社ニュースも姿を消したが、現在も毎日新聞はTBSラジオへ原稿を配信している。）
毎日新聞ニュース提供ラジオ局　TBSラジオ・MBSラジオ・RKBラジオ・ラジオ福島・栃木放送・和歌山放送・長崎放送・宮崎放送・FM NORTH WAVE・ふくしまFM・NACK5・FMヨコハマ・RADIO BERRY・FM群馬・ZIP-FM・CROSS FM他（以前はSTVラジオ・北陸放送・山陰放送・中国放送・山口放送・西日本放送・大分放送・FM岡山・SHIBUYA-FM他でも放送していた）。「毎日新聞ニュース」の題名が付かない局が多い。
2. 毎日新聞提供のラジオニュースは、上記民間放送の他、1925年東京放送局（JOAK。現・日本放送協会（NHK））の試験放送並びに開局当初の一時期に、読売、報知、東京毎夕等他社と交互に提供していた。

## 各種媒体
1. 毎日新聞社が制作または情報提供を行ったニュース映画。大阪毎日新聞社が制作した「大毎キネマニュース」を嚆矢として、「東日大毎国際ニュース」「毎日NBCテレビニュース」「毎日世界ニュース」「日活世界ニュース」「大毎ニュース」「毎日ニュース」と数多くの作品を1993年まで制作発表した。（詳しくはその項参照）
2. 毎日新聞社提供の電光ニュース。制作は毎日新聞社とTBS-HD・MBS・RKB他の合弁会社・東京データネットワーク（TDN）が主に行っている。古くは東京・有楽町の東京本社角に設置された電光掲示板から情報を流し、のち全国各地の電光掲示板から情報を発信。新幹線車内でも読売・朝日・産経・日経・中日（山陽新幹線区間は読売・産経・日経のみ）と交互にニュース提供を行ったが、東海道新幹線の車内テロップでのニュース提供は、2020年3月13日で終了した[3]。
3. 毎日新聞社のインターネット上のウェブサイトに掲載されているニュース。
  1. 1995年8月ニュースサイト「JamJam」を開設。その後、1996年4月別個に毎日新聞ニュースサイト「AULOS」を開設。「JamJam」を速報ページと位置付け、「AULOS」はよりニュースの深層に迫るページに位置付けられた。1999年4月には、「JamJam」と「AULOS」が「毎日インタラクティブ」に統合.
  2. 2004年5月マイクロソフトが運営するポータルサイトMSNニュースと統合。「MSN毎日インタラクティブ」を開設していたが、2007年10月1日マイクロソフトとの提携を解消して新規に「毎日jp」を開設。MSNは産経新聞と連携しMSN産経ニュースを開設した。
  3. その後も無料ニュースサイトをウェブ上で行っていたが、2013年12月2日よりサイト名を「毎日新聞」と改題。読売・朝日・日経と同様に会員制を導入し、完全無料で読めるニュースと会員（無料）になれば閲覧可能なニュース、愛読者会員（有料）向け有料ニュースに分けて掲載するようになった（日経・朝日とは異なり、有料会員は新聞を購読する必要がある。これは読売も同様であるが、読売と異なるのは新聞購読料以上の料金は発生しない。）。

この他にヤフーやインフォシーク等のポータルサイトにニュースを提供している。
また、かつてパソコン通信のニフティサーブにも「毎日デイリークリック」の名で情報配信を行っており、現在は＠ニフティの有料コンテンツとして電子新聞を配信しているほか、ポッドキャスト向けに2005年10月からはニフティが提供するポッドキャスティングページに「毎日新聞ポッドキャスト」を開設。音声ニュースを提供した。
なお、かつてはビデオテックスのキャプテンシステムにも専用ページを解説していた時期があり、NTTの「ええぞうミニワールド」にも毎日新聞社制作の動画ニュースを流していた。携帯端末向け電子ブック形態としては、シャープの携帯端末「ザウルス」向け電子新聞「毎日ザウルス電子新聞」の配信を開始し、2006年3月まで携帯電話、Palm、Pocket PC等の携帯端末向けニュースとして配信されていた。
4. 駅構内や学校等の公共施設に専用掲示板を設置し、「毎日写真ニュース」の名で毎週主要ニュースの写真を解説付きで掲示した写真ニュース。
5. 毎日新聞社提供のテレホンサービス。当初は自社で、1972年からはニュース・サービス・センターで在京各紙の持ち回りにより情報提供を担当した。現在は休止。